# Włodzimierz Lupa
Włodzimierz Lupa (ur. 26 stycznia 1929 w Witowicach Dolnych, zm. 21 lipca 2018 w Nowym Sączu)  – polski entomolog.

## Życiorys
Maturę zdał w I Liceum Ogólnokształcące im. Jana Długosza w Nowym Sączu, a następnie studiował w Wyższej Szkole Rolniczej w Krakowie. W 1954 otrzymał dyplom inżyniera, a w 1963 – dyplom magistra. Należał do twórców Eksperyment sądecki, dzięki któremu w latach 1958-1964 nastąpił znaczący rozwój Ziemi Sądeckiej. Był stypendystą rządu francuskiego, podczas pobytu w Paryżu pracował w Instytucie Pasteura. Dzięki kolejnym stypendiom przebywał w Szwajcarii, Holandii i w Belgii. Należał do twórców, a następnie przez wiele lat kierował Stacją Kwarantanny i Ochrony Roślin w Nowym Sączu. Dzięki jego zaangażowaniu w Nowym Sączu powstał Instytut Ochrony Roślin, który był placówką naukową Instytutu Ochrony Roślin w Poznaniu, Włodzimierz Lupa kierował nim przez 15 lat. Wykładał w Państwowej Wyższej Szkole Zawodowej w Nowym Sączu, kierował nowosądeckim Stowarzyszeniem Naukowo-Technicznym Inżynierów i Techników Rolnictwa (SITR), był działaczem komitetu NOT ds. Kształtowania Ochrony Środowiska i Gospodarki Wodnej oraz członkiem zarządu Sądeckiej Federacji SNT NOT. Za swoje zasługi decyzją XVIII Krajowego Zjazdu Delegatów Stowarzyszenia Naukowo-Technicznego Inżynierów i Techników Rolnictwa został uhonorowany dożywotnią Godnością Honorowego Członka SITR. 
Pochowany na cmentarzu komunalnym przy ulicy Śniadeckich w Nowym Sączu.

## Działalność naukowa
Zajmował się entomologią stosowaną, biologicznymi i integrowanymi metodami ochrony upraw sadowniczych i warzywniczych. Opracował biologiczną i integrowaną metodę zwalczania Laspeyresia funebrana (Lepidoptera: Tortricidae), zorganizował masową hodowlę entomofagów. Opublikował 30 prac, które dotyczyły biologicznych metod ochrony roślin redukujących użycie insektycydów. 

## Odznaczenia
- Srebrny Krzyż Zasługi
- Odznaka honorowa „Zasłużony dla Rolnictwa”
- Złota Odznaka NOT